# Scintigrafie

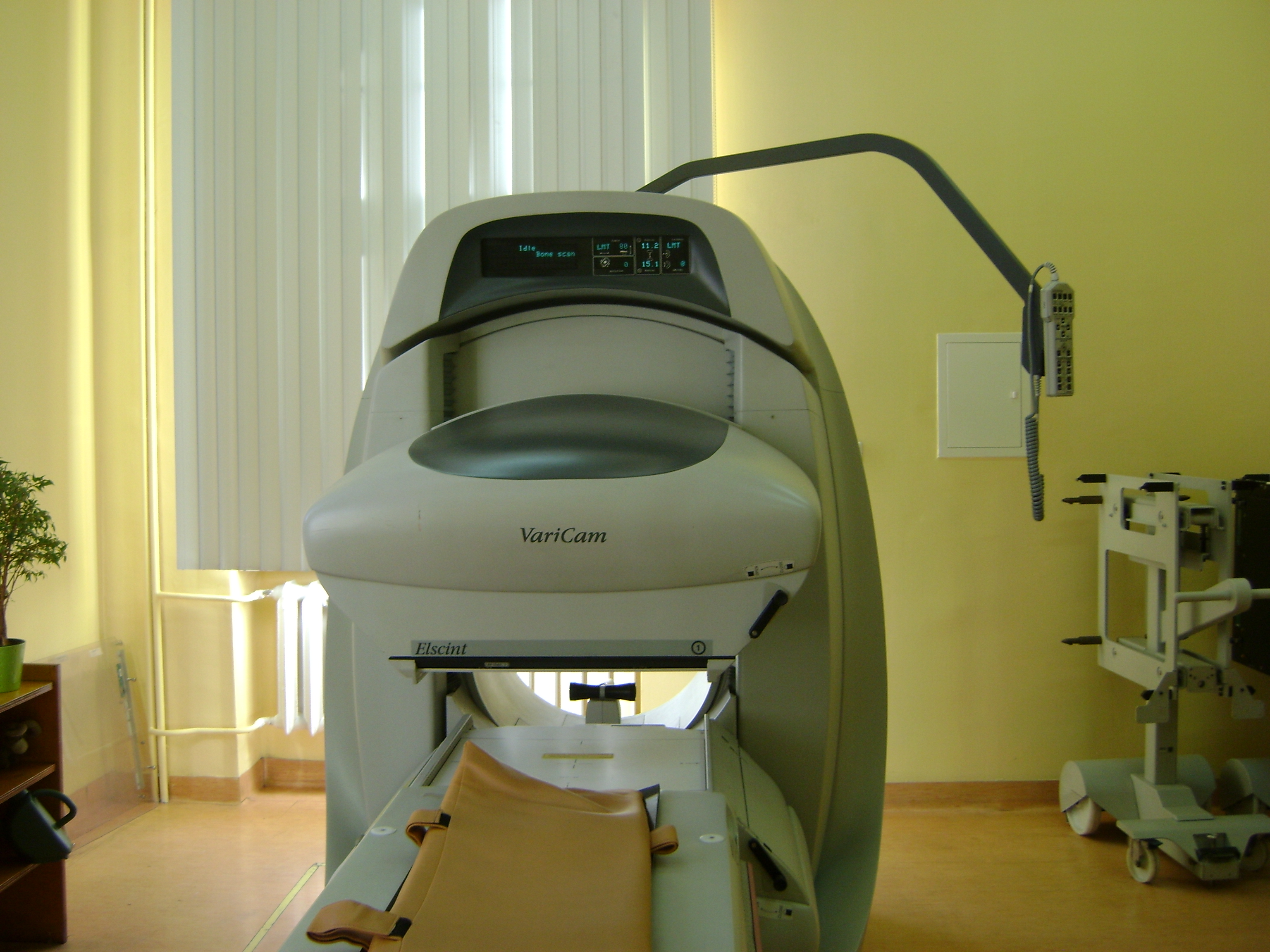
Toestel voor scintigrafie

Scintigrafie is een beeldvormende techniek in de geneeskunde door middel van het registreren van vervalprocessen van radioisotopen. Hiertoe wordt aan de patiënt via een injectie, of een maaltijd, een radioactieve stof toegediend die zich bij voorkeur in een bepaald orgaan of afwijking ophoopt, waarna met een detector wordt nagegaan waar de toegediende activiteit zich na enige tijd (meestal een paar uur) concentreert. Een voorbeeld is de botscan, een meer geavanceerde toepassing de SPECT-scan.
De naam komt van scintillatie, het verschijnsel dat sommige kristallen een lichtflitsje uitzenden als ze worden getroffen door een energierijk deeltje (ioniserende straling).

## Techniek
Ioniserende straling kan niet worden waargenomen met het blote oog. De straling wordt via een loden collimator naar een kristal geleid, dat fotonen aflevert. De collimator bestaat uit loden buisjes, waardoor enkel orthogonale straling wordt doorgelaten. Schuine straling wordt geabsorbeerd door het lood. Dit signaal wordt dan gedetecteerd door een computer, waarna vanaf de 360° projecties een driedimensionaal beeld kan worden omgerekend. Het registreren van de projecties duurt over het algemeen 30-60 minuten, waarbij de patient onbeweeglijk moet blijven. De beelden worden dan achteraf verwerkt, geanalyseerd en geïnterpreteerd door de arts.

## Medische toepassingen

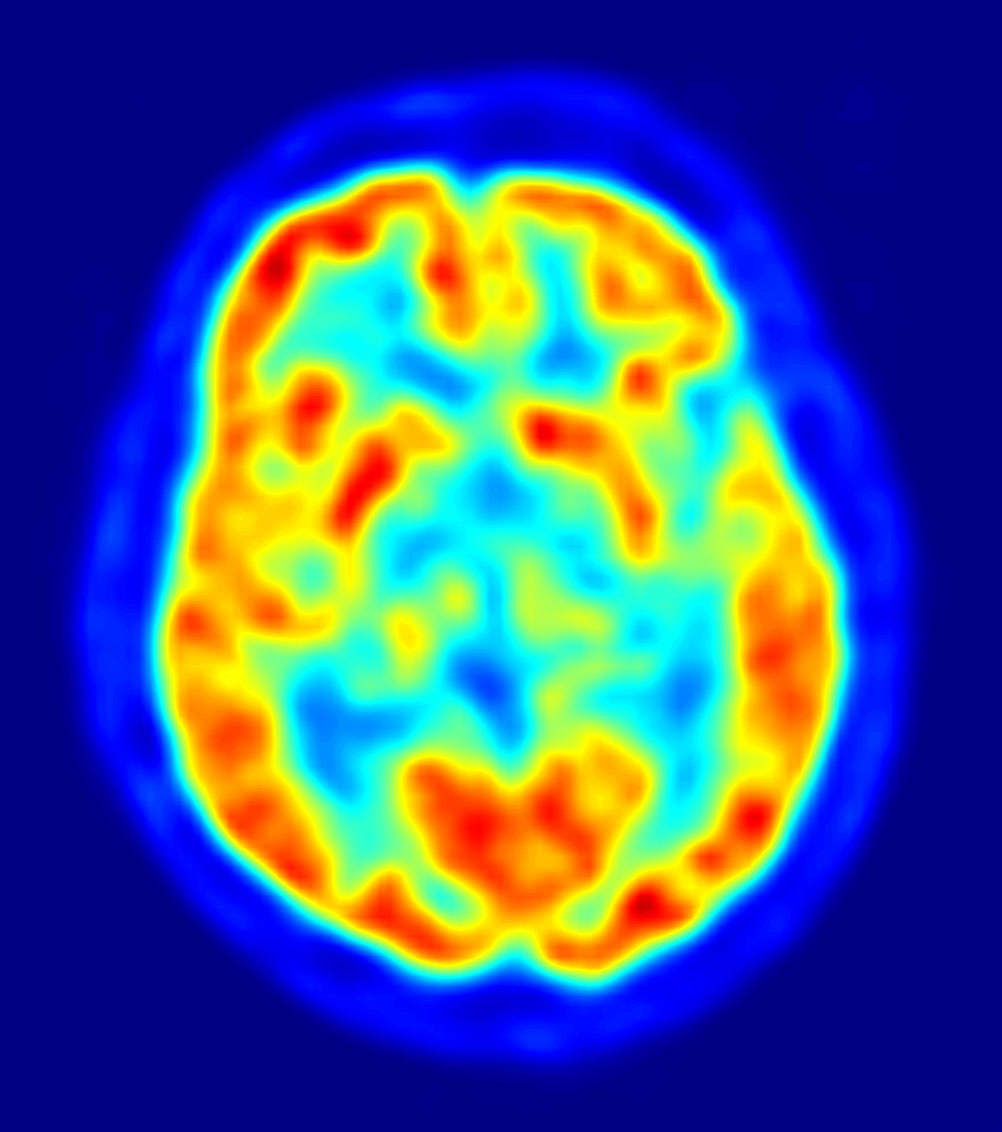
PET scan van menselijke hersenen

Scintigrafie kan een indicatie geven van gezonde, of aangetaste weefsels. Gezonde weefsels geven een indicatie van actieve stofwisseling; tumoren geven een indicatie van abnormale en ziekelijke stofwisseling.
Scintigrafie kan in combinatie met inspanningsonderzoek waardevolle informatie opleveren over angina pectoris. Niet alleen kan scintigrafie het bestaan van ischemie bevestigen, maar ook de plaats en de omvang van het aangetaste deel van de hartspier zichtbaar maken, evenals de hoeveelheid bloed die de hartspier alsnog bereikt.
Scintigrafie van de schildklier wordt mogelijk gemaakt door toediening van radioactief jodium. Scintigrafisch onderzoek van de schildklier kan een indicatie geven over de functionele activiteit, de omvang en aantal van de nodulaire afwijkingen. Een solitaire 'koude' nodus is in circa 10% van de gevallen maligne. Indifferente en zelfs 'hete' noduli sluiten een carcinoom niet met zekerheid uit.
Een botscan kan uitsluitsel geven over metastasen na bijvoorbeeld borstkanker.
Bij spijsverteringsproblemen kan het consumeren van een radioactief ei, en het volgen van de spijsvertering gedurende twee uur een indicatie geven van een obstructie in de dunne darm.
Een hersenscan kan een indicatie opleveren van: alzheimer, hersenbloeding, hersentumor, of parkinson. Hierbij wijzen zwarte vlekken op een gebrekkige doorbloeding (hersenbloeding, alzheimer). Rode gebieden zijn ofwel een indicatie van gezonde fysiologie, ofwel een indicatie van hyperactiviteit en van de grootte en de locatie van een tumor. In de foto hierboven is mogelijks een kleine afwijking in de doorbloeding rechts-pariëtaal.